# Дружба (село)
Дружба (болг. Дружба) — село в Болгарии. Находится в Видинской области, входит в общину Видин. Население составляет 202 человека.

## Политическая ситуация
В местном кметстве Дружба, в состав которого входит Дружба, должность кмета (старосты) исполняет Красимира  Ванкова Георгиева (коалиция в составе 3 партий: Евророма, Национальное движение «Симеон Второй» (НДСВ), Движение за права и свободы (ДПС)) по результатам выборов.
Кмет (мэр) общины Видин — Румен Ангелов Видов (Граждане за европейское развитие Болгарии (ГЕРБ)) по результатам выборов.